# Amartya Sen
Amartya Kumar Sen (bengalsk: অমর্ত্য কুমার সেন Ômorto Kumar Shen) (født 3. november 1933) er indisk økonom, filosof og vinder af Nobelprisen i økonomi i 1998 på baggrund af sit arbejde inden for velfærdsøkonomi.

## Stiglitz-Sen-Fitoussi-kommissionen
I 2008-09 var Amartya Sen en af hovedmændene i "Kommissionen om måling af økonomisk vækst og sociale fremskridt", også kendt som Stiglitz-Sen-Fitoussi-kommissionen. Kommissionens opgave var at udvikle et grundlag for en bredere og mere præcis måling af livskvalitet end BNP. Kommissionens slutrapport har siden ført til udarbejdelsen af sådanne officielle livskvalitetsmålinger i bl.a. Storbritannien og Italien.